# Minipyrene
Minipyrene is een geslacht van weekdieren uit de klasse van de Gastropoda (slakken).

## Soort
- Minipyrene dortimor